# Laibin
Laibin (kinesisk: 来宾 ; pinyin: Láibīn) er et bypræfektur i provinsen Guangxi i Folkerepublikken Kina med 2.500.000 indbyggere og en befolkningstæthed på 186 indb./km² (2007). Laibin ligger centralt i Guangxi-provinsen. Floderne Hongshui og Liǔ Jiāng, løber sammen i Laibin og giver senere et væsentlig bidrag til Perlefloden. Præfekturet har et areal på 13.400 km², hvoraf mere end 43% er skovdækket.

## Administrative enheder
Bypræfekturet Laibin har jurisdiktion over et distrikt (区 qū), ett byamt (市 shì), 3 amter (县 xiàn) og et autonomt amt (自治县 zìzhìxiàn).
| Kort             | Kort                | Kort           | Kort                   | Kort                   | Kort        | Kort       | Kort | Kort |
| ---------------- | ------------------- | -------------- | ---------------------- | ---------------------- | ----------- | ---------- | ---- | ---- |
| Kort over Laibin |                     |                |                        |                        |             |            |      |      |
| #                | Navn                | Hanzi          | Pinyin                 | Befolkning (2003 est.) | Areal (km²) | Indb./km²) |      |      |
| Distrikter       |                     |                |                        |                        |             |            |      |      |
| 1                | Xingbin             | 兴宾区         | Xīngbīn Qū             | 1.000.000              | 4.404       | 277        |      |      |
| Byamt            |                     |                |                        |                        |             |            |      |      |
| 2                | Heshan              | 合山市         | Héshān Shì             | 140.000                | 350         | 400        |      |      |
| Amter            |                     |                |                        |                        |             |            |      |      |
| 3                | Xiangzhou           | 象州县         | Xiàngzhōu Xiàn         | 350.000                | 1.898       | 184        |      |      |
| 4                | Wuxuan              | 武宣县         | Wǔxuān Xiàn            | 420.000                | 1.739       | 242        |      |      |
| 5                | Xincheng            | 忻城县         | Xīnchéng Xiàn          | 400.000                | 2.541       | 157        |      |      |
| Autonome fylker  |                     |                |                        |                        |             |            |      |      |
| 6                | Jinxiu (For yaoene) | 金秀瑶族自治县 | Jīnxiù Yáozú Zìzhìxiàn | 150.000                | 2.517       | 60         |      |      |